# ناثانيل بيبودي
ناثانيل بيبودي (بالإنجليزية: Nathaniel Peabody)‏ هو سياسي أمريكي، ولد في 1 مارس 1741، وتوفي في 27 يونيو 1823. انتخب عضو مجلس ولاية نيوهامبشير.